# Pedra Turoe

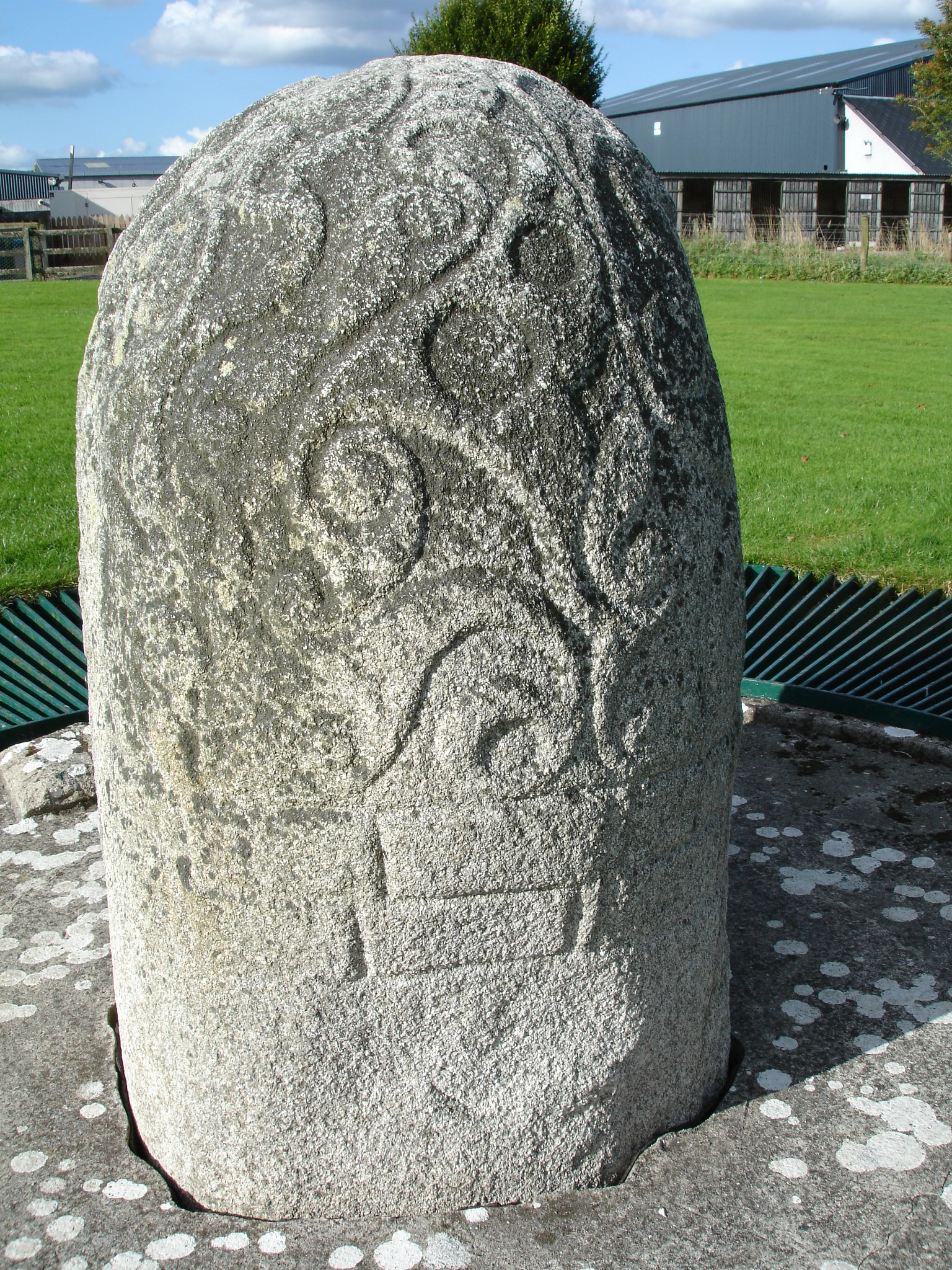
Pedra de Turoe

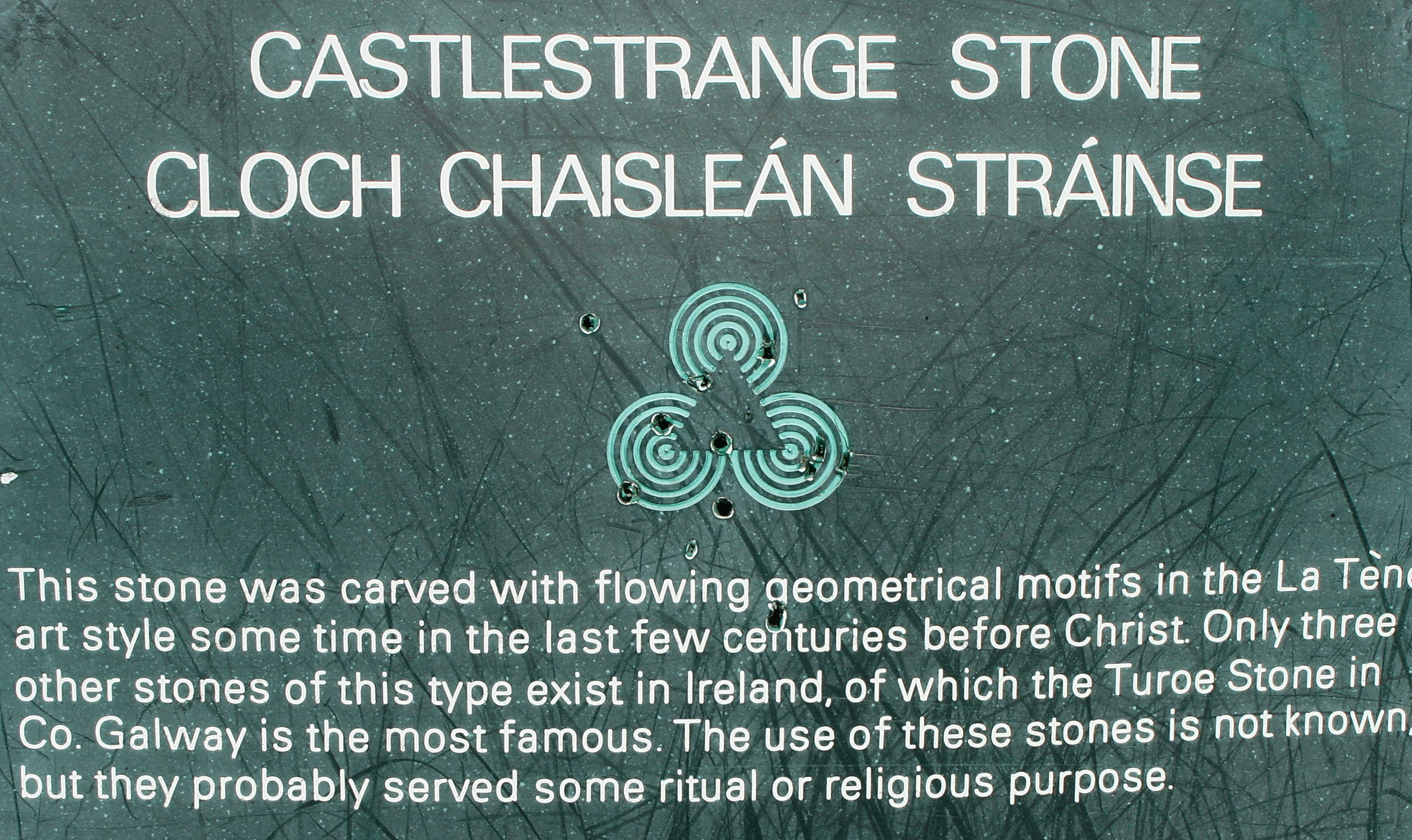
Referência à pedra Turoe na pedra Castlestrange.

Pedra Turoe é uma pedra de granito decorada em estilo celta, localizada na vila de Bullaun, condado de Galway, Irlanda, 6 km ao norte de Loughrea, fora da estrada regional R350. Provavelmente data do período de 100 a.C. a 100 d.C. A pedra está agora posicionada em uma estrutura de proteção coberta no gramado em frente à Turoe House, fixada em uma base de concreto cercada por uma grade de gado de metal. A pedra Turoe é o Monumento Nacional da Irlanda Nr. 327 (NM # 327).

## Recursos
A metade superior da pedra é coberta com um design curvilíneo abstrato e contínuo, estilo La Tène, semelhante ao da pedra Castlestrange, no Condado de Roscommon.

## História
Durante séculos, foi uma curiosidade em um lios, ou forte de fadas, cerca de 3 km de Bullaun, mas foi transferido para o local atual na Fazenda Turoe, no final do século XIX. Provavelmente foi salvo de vandalismo ou coisa pior, mas a proveniência histórica foi destruída. Os propósitos religiosos ou cerimoniais da pedra são perdidos no tempo. 
George Coffey, em seu artigo de 1904 para a Real Academia Irlandesa sobre o tema da arte La Tène, disse que a pedra tinha sido movida na década de 1850 a partir do rath de local Feerwore.
Em 2007, uma proposta para remover a Pedra Turoe de sua localização perto de Loughrea, devido a preocupações de que a pedra está se tornando cada vez mais vulnerável aos elementos, encontrou uma oposição local feroz.
Em 17 de julho de 2014, foi temporariamente removida da Fazenda Turoe Petting para limpeza devido ao crescimento de fungos.

## Escavações
A pedra estava originalmente fora do caminho de Feerwore, na cidade de Bullaun. A escavação produziu muito material, sugerindo que um local aberto datado do final dos séculos aC fora mais tarde fechado.